# Castanopsis
Castanopsis é um género botânico pertencente à família Fagaceae.

## Algumas Espécies
| - Castanopsis calathiformis - Castanopsis ceratacantha - Castanopsis cerebrina - Castanopsis choboensis - Castanopsis chunii - Castanopsis clarkei - Castanopsis concinna - Castanopsis crassifolia - Castanopsis cuspidata - Castanopsis eyrei - Castanopsis fabri - Castanopsis fargesii - Castanopsis fissa - Castanopsis fordii - Castanopsis globigemmata - Castanopsis hainanensis - Castanopsis hystrix | - Castanopsis indica - Castanopsis kawakamii - Castanopsis kweichowensis - Castanopsis lamontii - Castanopsis longzhouica - Castanopsis mekongensis - Castanopsis orthacantha - Castanopsis platyacantha - Castanopsis rockii - Castanopsis sclerophylla - Castanopsis tessellata - Castanopsis tibetana - Castanopsis uraiana - Castanopsis wattii - Castanopsis xichouensis |